# Boeing XPBB Sea Ranger
Boeing XPBB-1 Sea Ranger (Boeing 344) je bil dvomotorni patruljni leteči čoln, ki ga je predlagal ameriški Boeing. PBB je bilo sorazmerno veliko letalo, razpon kril je bil 42,59 metra. Poganjala sta ga dva zvezdasta motorja Wright R-3350 Duplex Cyclone.  29. junija 1940 je Boeing dobil naročilo za 57 letal Model 344, vendar ni prišlo do serijske proizvodnje. 

## Specifikacije (XPBB-1 Sea Ranger)
Podatki iz War Planes of the Second World War: Volume Six
Splošne karakteristike
- Posadka: 10
- Dolžina: 94 ft 9 in (28,89 m)
- Razpon kril: 139 ft 8½ in (42,59 m)
- Višina: 34 ft 2 in (10,42 m)
- Površina kril: 1826 ft² (169,7 m²)
- Teža praznega letala: 41531 lb (18878 kg)
- Naložena teža: 62006 lb (28185 kg)
- Maks. vzletna teža: 101130 lb (45968 kg)
- Pogon letala: 2 ×  bencinska zvezdasta motorja Wright R-3350-8, 2300 KM (1716 kW)  vsak

 Zmogljivost 
- Maks. hitrost: 186 vozlov (214 mph, 345 km/h) na nivoju morja
- Doseg: 6300 mi (5500 nm, 10000 km) (maximum)
- Normalni dolet: 3691 nmi, (4245 mi, 6834 km)
- Višina leta: 22400 ft (6830 m)
- Hitrost vzpenjanja: 980 ft/min (4,98 m/s)
- Obremenitev kril: 34,0 lb/ft² (166 kg/m²)
- Razmerje moč/teža: 0,15 KM/lb (0,24 kW/kg)

Oborožitev

- Strelno orožje: 8 × .50 in (12.7 mm) strojnice
- Bombe: 20000 lb (9100 kg)